# Javier Herrero (cantante)
Francisco Javier Herrero Pozo (Madrid, 7 de noviembre de 1960) es un cantante y compositor español, más conocido como el rubio de Los Pecos, grupo que formaba junto a su hermano, el también cantante Pedro José.

## Historia
Comienzan a despuntar a finales de los años 1970, una época en la que el panorama musical español estaba dominado por solistas melódicos, como Camilo Sesto, Julio Iglesias, Pablo Abraira o José Luis Perales. Pecos nació con la perspectiva de cubrir un sector del público, principalmente adolescente femenino, en línea con la tendencia marcada por Miguel Bosé en su primera etapa profesional.
Debutaron con el sencillo Esperanzas (1978). Ese mismo año, Juan Pardo, a través de CBS, produjo su primer álbum, titulado Concierto para adolescentes, que arrasó en las listas de éxitos en parte gracias al tema Acordes. Se llegaron a vender más de 300 000 ejemplares del álbum.
Con su segundo álbum de estudio, Un par de corazones (1979) alcanzaron igualmente un volumen de ventas arrollador. El título más destacado del álbum, Háblame de ti, se pudo escuchar en todas las emisoras y locales de la geografía española. El éxito volvió a repetirse con el tercer álbum, Siempre Pecos (1980). En ese mismo año publicaron el álbum 20 años, el segundo con más ventas del dúo.
En 1981 su carrera se interrumpió debido al servicio militar que realizaron los integrantes del dúo, pero se reanudó en 1984, con la publicación del disco Por arte de magia, que tuvo menos fortuna desde el punto de vista comercial. Al no tener tanto éxito como los anteriores, el grupo se deshizo en 1986. Pedro grabó un disco en solitario, Prefiero combatir.
Tras un tiempo apartados del panorama musical, regresaron en 1993 con Pensando en ti, en el que colaboró Pepe Robles (antaño líder, cantante y guitarra solista de Módulos). Con posterioridad han editado nuevos discos, sin gran repercusión, salvo el lanzamiento del recopilatorio 30 años de éxitos... Y un par de corazones (1998).

## Tu cara me suena
Fue uno de los participantes de la segunda edición del concurso musical Tu cara me suena. Aunque Javier demostró ser un pésimo imitador, razón por la cual obtenía consistentemente las puntuaciones más bajas por parte del jurado, al menos se ganó el cariño de sus compañeros por tomarse las cosas con buen humor.
- 1.ª gala: Sergio Dalma (35 puntos) Perdedor.

- 2.ª gala: Diego «el Cigala» (55 puntos) Segundo.

- 3.ª gala: Demis Roussos (22 puntos) Perdedor.

- 4.ª gala: Pau Donés (Jarabe de Palo) (24 puntos) Perdedor.

- 5.ª gala: Mari Trini (58 puntos) Ganador.

- 6.ª gala: Camilo Sesto (17 puntos) Perdedor.

- 7.ª gala: Pitingo (23 puntos) Sexto.

- 8.ª gala: Pablo Abraira (31 puntos) Sexto.

- 9.ª gala (Especial Eurovisión): Julio Iglesias (26 puntos) Perdedor.

- 10.ª gala: Coti (26 puntos) Perdedor.

- 11.ª gala (Especial Batalla de Estrellas): Alejandro Sanz (26 puntos) Perdedor de la batalla. Cuarto.

- 12.ª gala: Tony Ronald (31 puntos) Sexto.

- 13.ª gala (1.ª Semifinal): María Jesús y su acordeón (29 puntos) Séptimo.

- 14.ª gala (2.ª semifinal): José Luis Perales Perdedor.

- 15.ª gala (3.ª semifinal): Pedrito Fernández No participaba en la semifinal.

- 16.ª gala (final): Al Bano No participaba en la final.

## Discografía

### Singles
- 2019: Como la luz del día
- 2020: Sigo Aquí

### Álbumes
- 1978: Concierto para adolescentes (+300 000 copias) Triple Disco de Platino.[5]
- 1979: Un par de corazones (+500 000 copias) Quíntuple Disco de platino.
- 1980: Siempre Pecos (+300 000 copias) Triple Disco de Platino.
- 1981: 20 años (+400 000 copias) Cuádruple Disco de platino.
- 1984: Por arte de magia (+150 000 copias) Disco de Platino.
- 1993: Pensando en ti (+40 000 copias).
- 1999: El poder de tus ojos (+50 000 copias) Disco de oro.
- 2005: Un manantial de ternura (50 000).

### Recopilaciones
- 1993: Pecos Oro.
- 1998: 30 grandes éxitos... Y un par de corazones (+150 000 copias) Disco de Platino.
- 2003: Single Pecos Collection.
- 2003: ¿Dónde estabas tú? 25 aniversario.
- 2004: En directo. Concierto 25 aniversario (CD y DVD).
- 2005: Una historia.